# Sinocnemis henanese
Sinocnemis henanese är en trollsländeart som beskrevs av Wang 2003. Sinocnemis henanese ingår i släktet Sinocnemis och familjen flodflicksländor. Inga underarter finns listade i Catalogue of Life.